# Ruine Kindhausen
Die Ruine Kindhausen ist der Ruinenrest einer Höhenburg aus dem Mittelalter auf dem Gebiet der Gemeinde Bergdietikon im Kanton Aargau.

## Geschichte

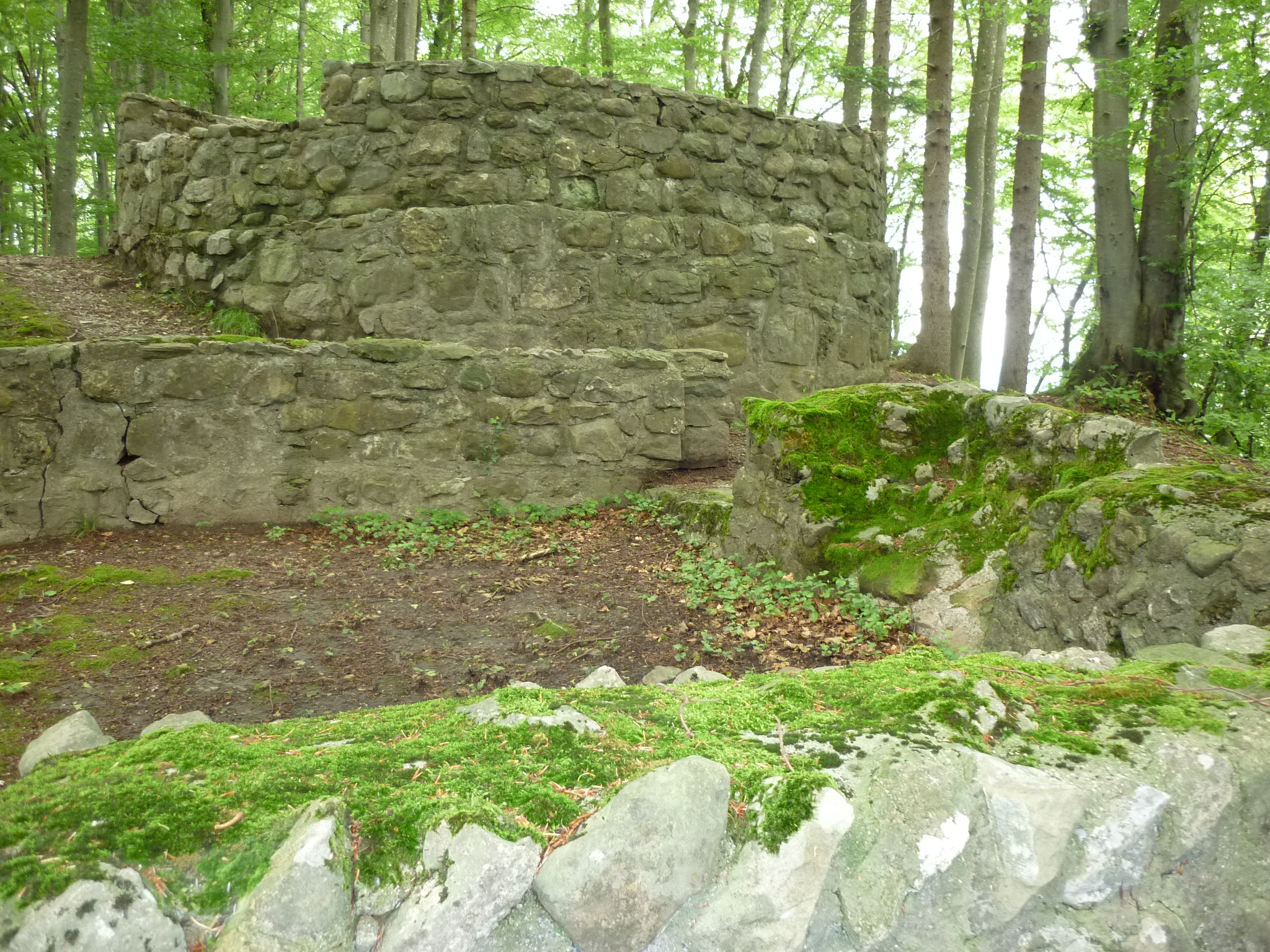
Wohnhaus und Rundturm

Da es keine zuverlässigen Schriftquellen über die Ruine gibt, bleibt Vieles ungeklärt. Erbauer waren vermutlich die Herren von Schönenwerd, Dienstleute der Grafen von Kyburg und später der Habsburger. Anlässlich einer Grabung 1936 fand man Keramikscherben und ein lanzenförmiges Pfeileisen. Diese Funde lassen auf eine Erbauung gegen Ende des 12. Jahrhunderts schliessen. Mitte des 13. Jahrhunderts fiel die Burg einem Brand zum Opfer und wurde aufgegeben. Kurze Zeit später wurde auch das Ökonomiegebäude aufgegeben, und beide Gebäude zerfielen.

## Bauwerk

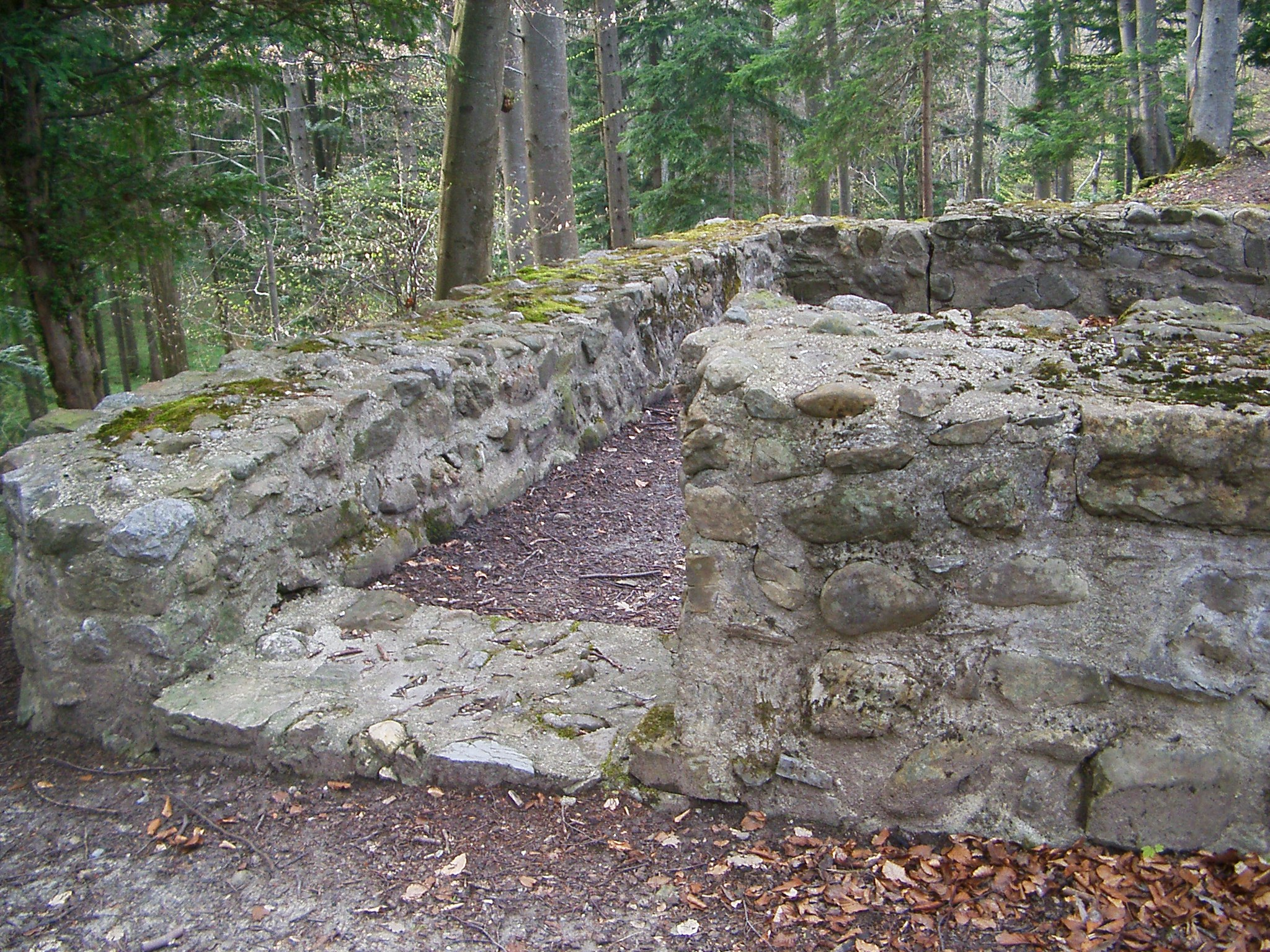
Ruine Kindhausen

Als die Burg 1936 durch Reinhold Bosch, Albert Matter und Karl Heid ausgegraben wurde, waren von der Ruine kaum mehr sichtbare Spuren vorhanden. Einige Mauerreste wurden ausgegraben und konserviert.
Die Burg war zweigeteilt. Auf der südlichen Hügelkuppe, dem höchsten Punkt, stand ein runder Turm (vermutlich ein Bergfried) neben einem viereckigen Palas. Der Hocheingang zum Turm mit einem Innendurchmesser von 4,1 Meter und einer Mauerdicke von 1,2 Meter lag vermutlich im ersten Stock und war mit einer Holzgalerie mit dem Palas verbunden. Auf der nördlichen Hügelkuppe stand ein Ökonomiegebäude.